# 北緯63度線
北緯63度線（ほくい63どせん）は、地球の赤道面より北に地理緯度にして63度の角度を成す緯線。大西洋、ヨーロッパ、アジア、北アメリカを通過する。
この緯度の下では、夏至点時の可照時間は20時間19分で、冬至点時は4時間43分である。

## 通過する地域一覧
北緯63度線は、本初子午線から東に向かって以下の場所を通っている。
| 地理座標                                               | 国土・領土・領海           | 備考                                                                    |
| ------------------------------------------------------ | -------------------------- | ----------------------------------------------------------------------- |
| 北緯63度0分 東経0度0分 / 北緯63.000度 東経0.000度      | 大西洋                     | ノルウェー海                                                            |
| 北緯63度0分 東経7度8分 / 北緯63.000度 東経7.133度      | ノルウェー                 |                                                                         |
| 北緯63度0分 東経12度12分 / 北緯63.000度 東経12.200度   | スウェーデン               |                                                                         |
| 北緯63度0分 東経18度39分 / 北緯63.000度 東経18.650度   | バルト海                   | ボスニア湾                                                              |
| 北緯63度0分 東経21度7分 / 北緯63.000度 東経21.117度    | フィンランド               |                                                                         |
| 北緯63度0分 東経31度30分 / 北緯63.000度 東経31.500度   | ロシア                     |                                                                         |
| 北緯63度0分 東経179度15分 / 北緯63.000度 東経179.250度 | ベーリング海               |                                                                         |
| 北緯63度0分 西経169度46分 / 北緯63.000度 西経169.767度 | アメリカ合衆国             | アラスカ州 - セントローレンス島                                         |
| 北緯63度0分 西経169度33分 / 北緯63.000度 西経169.550度 | ベーリング海               |                                                                         |
| 北緯63度0分 西経164度43分 / 北緯63.000度 西経164.717度 | アメリカ合衆国             | アラスカ州                                                              |
| 北緯63度0分 西経141度0分 / 北緯63.000度 西経141.000度  | カナダ                     | ユーコン準州 ノースウエスト準州 ヌナブト準州                            |
| 北緯63度0分 西経90度42分 / 北緯63.000度 西経90.700度   | ハドソン湾                 | カナダ・ヌナブト準州サウサンプトン島の南を通過                          |
| 北緯63度0分 西経84度55分 / 北緯63.000度 西経84.917度   | フィッシャー海峡（英語版） |                                                                         |
| 北緯63度0分 西経82度43分 / 北緯63.000度 西経82.717度   | カナダ                     | ヌナブト準州 - ベンカス島                                               |
| 北緯63度0分 西経82度41分 / 北緯63.000度 西経82.683度   | エバンス海峡（英語版）     | カナダ・ヌナブト準州コーツ島の北を通過                                  |
| 北緯63度0分 西経81度50分 / 北緯63.000度 西経81.833度   | ハドソン湾                 |                                                                         |
| 北緯63度0分 西経78度30分 / 北緯63.000度 西経78.500度   | ハドソン海峡               | カナダ・ヌナブト準州ノッティンガム島（英語版）の南を通過                |
| 北緯63度0分 西経71度12分 / 北緯63.000度 西経71.200度   | カナダ                     | ヌナブト準州 - バフィン島・メタ・インカグニータ半島（英語版）           |
| 北緯63度0分 西経67度28分 / 北緯63.000度 西経67.467度   | フロビッシャー湾           |                                                                         |
| 北緯63度0分 西経66度54分 / 北緯63.000度 西経66.900度   | カナダ                     | ヌナブト準州 - バフィン島・チェース半島（英語版）、ホール半島（英語版） |
| 北緯63度0分 西経64度45分 / 北緯63.000度 西経64.750度   | デービス海峡               |                                                                         |
| 北緯63度0分 西経50度30分 / 北緯63.000度 西経50.500度   | グリーンランド             |                                                                         |
| 北緯63度0分 西経41度28分 / 北緯63.000度 西経41.467度   | 大西洋                     |                                                                         |